# Redondo Beach (brano musicale)
Redondo Beach è un brano musicale contenuto nell'album di esordio Horses di Patti Smith. È l'artista stessa a raccontare la genesi del testo della canzone, scritto nel 1971 in seguito ad una violenta lite con la sorella Linda. Le parole, che narrano del suicidio di una ragazza innamorata di un'altra ragazza, vengono poi innestate su di un ritmo reggae.

## La cover di Morrissey
Il brano è stato successivamente reinterpretato da Morrissey e pubblicato, come doppio A-side assieme a There Is a Light That Never Goes Out, il 28 marzo del 2005 per promozionare l'album dal vivo Live at Earls Court, del 2005. Edito dall'etichetta Sanctuary/Attack Records, il disco raggiunse la posizione numero 11  della Official Singles Chart.

## Tracce
- UK 7"

1. Redondo Beach (live at Earls Court, 18 dicembre 2004) - 4:03
2. There Is A Light That Never Goes Out (live at Earls Court, 18 dicembre 2004) - 4:47

- UK CDs

1. Redondo Beach (live at Earls Court, 18 dicembre 2004) - 3:59
2. There Is A Light That Never Goes Out (live at Earls Court, 18 dicembre 2004) - 4:01
3. Noise Is The Best Revenge (BBC Janice Long session, 2004) - 4:03

## Classifiche
| Classifica (2005)         | Posizione |
| ------------------------- | --------- |
| Regno Unito               | 11        |
| Irlanda                   | 45        |
| Svezia                    | 33        |
| Eurochart Hot 100 Singles | 41        |
| Hot 100 Singles Sales     | 10        |